# Palpimanus simoni
Palpimanus simoni is een spinnensoort uit de familie Palpimanidae. De soort komt voor in Syrië, Libanon en Israël.